# Чумаков, Сергей Сергеевич
Серге́й Серге́евич Чумако́в (род. 7 июня 1972, Москва) — российский певец. Дипломант первого конкурса «Утренняя звезда» (1991); лауреат конкурса «Шлягер 1992» в Санкт-Петербурге (1992). Наиболее известен благодаря исполнению песни «Жених».

## Карьера
Родился 7 июня 1972 года в Москве. Отец — Сергей Николаевич Чумаков, официант, обслуживал партийную элиту. Мать — Любовь Дмитриевна Чумакова, крановщица.
Окончил школу № 252. В 17 лет начал профессиональную карьеру певца, став дипломантом конкурса телепередачи «Утренняя звезда».
С 1991 по 1996 год являлся солистом группы «10 А» (ударные — Кирилл Загорец, гитара — Александр Евсюков, Сергей Калугин, клавиши — Игорь Слуцкий, саксофон — Сергей Овчинников). В 1996 году покинул группу, после чего она распалась.
В 1997 году был приглашён в качестве игрока на передачу «Колесо истории» вместе с Александром Кальяновым и Владимиром Пресняковым-старшим.
Сотрудничал с такими знаменитостями, как Николай Расторгуев, Сергей Минаев (бэк-вокал для песни «Гадюка»), Алла Пугачёва (участие в её проекте «Рождественские встречи»), Игорь Саруханов, Екатерина Семёнова, Анатолий Днепров, Сергей Крылов, Леонид Агутин, Анжелика Варум, Григорий Лепс, Юрий Лоза, Дмитрий Четвергов (гитарные партии для песен «Гадюка», «От весны до весны», «Молитва», «Гордая» и других), Иван Смирнов, Арсенал (гитарные партии для песен «Романс», «На Тверской» и других). 
После смерти матери в 2004 году певец был в депрессии, и на большую площадку (г. Балашиха, Ледовый дворец) вышел только лишь в 2010 году. С 2011 года начал записывать песни для нового альбома «Криптокалейдоскоп», который он издал под собственным лейблом в апреле 2018 года. Песни «Не ври» и «Исповедь олигарха» появились в 2011 году, «Каталония», «Вартели» и «Молитва» — в 2014, остальные в 2017.
С весны 2015 года певец стал привлекать к работе Ольгу Петрову (ведущая скандальной авторской программы «Запретные темы» на радио Ток-ФМ с 2011 по 2013 год) в качестве администратора проекта и украинского поэта Вячеслава Рассыпаева как шеф-редактора для сайта и публикаций.
В 2018 году топовые конкурсанты «Утренней звезды» собрались в программе «Сегодня вечером» у Максима Галкина и Юлии Меньшовой, в том же году Сергей Чумаков снялся в полнометражном фильме режиссёра Марии Павловской «Обмен», сыграв покупателя квартиры.

## Дискография

### Релизы
Всю музыку для альбома «От весны до весны» (запись и выпуск — 1992 год) написал композитор Валерий Башенев.
Альбом «Валяй-гуляй» (вышел в 1994 году) был записан всего за три дня. Музыка для альбома была создана Игорем Азаровым.
На песню «Валяй-гуляй» был снят клип (режиссёр Александр Игудин; оператор Алексей Тихонов).
Запись альбома «Как в первый раз» началась в 1997 году в студии Александра Ивановича Кальянова, а выпущен был в 1998 году. Саксофонные партии для некоторых песен из альбома играл Владимир Пресняков-старший, а аранжировки ко всем песням из альбома сделал Владимир Сёмин (бас-гитарист Владимира Преснякова-младшего). Почти вся музыка из альбома принадлежит таким авторам, как Пол Анка, Луи Прима, группа Creedence Clearwater Revival на стихи российских поэтов.
На песню «Как в кино» был снят клип менее чем за сутки (режиссёр Александр Игудин, оператор Алексей Тихонов).
В 2018 году Сергей Чумаков под собственным лейблом выпускает альбом «Криптокалейдоскоп»
| - 1992 — «От весны до весны» (муз. Валерий Башенев, сл. Александр Шаганов) - Ты нравишься мне - Корабли - Сиреневый вечер - День рождения - Жених - На Тверской - От весны до весны - Листья кленовые - Сан-Франциско - Голуби - Гадюка - Гордая - Романс - Звонарь - Белая усадьба - Берия | - 1994 — «Валяй-гуляй» (музыку сочинил питерский композитор Игорь Азаров, который и выступил продюсером альбома, а тексты — Регина Лисиц, Михаил Танич и другие авторы). - Симпатичный мальчишка - Хорошо-хорошо на море - Случайная встреча - Валяй-гуляй - На 4 этаже - Никита женится - Жили-были - Не спится ночами - Троллейбус кольцевой - Мой город не тот | - 1998 — «Как в первый раз» Сюда вошли песни на стихи Германа Енина, Александра Шаганова и других поэтов. - - Под луной - Красная помада - Песня без слов - Марина - Под сиреневым дождём - На перекрёстке - Полуночный блюз - На Арбате Старом - Сам себе директор - Мелодия нашей любви - Ковбойская народная - Как в первый раз - Колыбельная - Не со мной - 22 вагона | - 2018 — «Криптокалейдоскоп» - Текила, лимон и соль - Облака-корабли - Вартели - Каталония - Не ври - Все мы вышли в люди - Лето - Молитва - Русь |

Песни, не вошедшие ни в один альбом: «Мой лучший друг», «Вот те на», «Осень», «Бульварчик», «Разлука».